# Coupe d'Algérie de basket-ball 2009-2010
Navigation
Coupe d'Algérie 2008-2009 Coupe d'Algérie 2010-2011
La Coupe d'Algérie 2009-2010 est la 39e édition de la Coupe d'Algérie de basket-ball, compétition à élimination directe mettant aux prises des clubs de basket-ball amateurs et professionnels affiliés à la fédération algérienne de basket-ball.
Le tenant du titre est l'ASM Blida, vainqueur durant la saison précédente face au AS PTT Alger.

## Résultats

### Quarts de finale
| # | Date               | Club 1        | Résultat | Club 2          | Lieu                |
| - | ------------------ | ------------- | -------- | --------------- | ------------------- |
| 1 | 17 avril 2010      | AS PTT Alger  | 91-84ap  | Olympique Batna | M'Sila              |
| 2 | 17 avril 2010      | NB Staoueli   | 58-76    | ASM Blida       | Salle de Tipasa     |
| 3 | 2 mai 2010 a 14h30 | CRB Dar Beida | 00-20    | WA Boufarik     | Salle Harcha Hassan |
| 4 | 17 avril 2010      | GS Pétroliers | 99-48    | CSM Constantine | Bordj Bou Arréridj  |

### Demi-finales
| # | Date        | Club 1        | Résultat      | Club 2       | Lieu                         |
| - | ----------- | ------------- | ------------- | ------------ | ---------------------------- |
| 1 | 16 mai 2010 | ASM Blida     | 66-64ap       | WA Boufarik  | Salle omnisports de Staouéli |
| 2 | 16 mai 2010 | GS Pétroliers | 86-91 (39-54) | AS PTT Alger | Salle omnisports de Staouéli |

### finale
| # | Date        | Club 1    | Résultat | Club 2       | Lieu                |
| - | ----------- | --------- | -------- | ------------ | ------------------- |
| 1 | 30 mai 2010 | ASM Blida | 68-65    | AS PTT Alger | Salle Harcha Hassan |